# Henriette Thuesen
Henriette Thuesen er standupkomiker. I 2003 blev hun nummer fem i DM i Stand-Up i Århus. Hun har medvirket i sitcom-tv-serien Hvor fanden er Herning?

## Eksterne links
- Henriettes officielle hjemmeside Arkiveret 25. juli 2009 hos  Wayback Machine
- Henriette Thuesen på Internet Movie Database (engelsk)
- Henriette Thuesen på Filmdatabasen
- Henriette Thuesen på The Movie Database (engelsk)